# Jean Lemire (syndic de Québec)
Pour les articles homonymes, voir Jean Lemire.
Jean Lemire (bapt. 4 juin 1625 à Rouen - 5 octobre 1684 à Québec) est l'ancêtre de la majorité des Lemire et Lemyre vivant encore au Canada. 

## Biographie
Né dans la paroisse Saint-Vivien de Rouen (Normandie, France), Jean Le Mire émigre entre 1650 et 1653 en Nouvelle-France et acquiert un lopin de terre de Cap-Rouge à la suite de son mariage avec Louise Marsolet le 20 juillet 1653, fille de Nicolas Marsolet de Saint-Aignan.
Maître-charpentier de métier, on lui commande en 1684 un clocher de chêne pour la tour sud de la cathédrale de Québec.
Il fut élu syndic (maire) de la ville de Québec en 1664 puis de nouveau en 1667.